# Sokyriany
Sokyriany (em ucraniano:   Сокиряни) é uma cidade da Ucrânia, situada no Oblast de Chernivtsi. Tem 148 km² de área e sua população em 2020 foi estimada em 8.748 habitantes.